# Daoukro
Daoukro – miasto na środkowo-wschodnim Wybrzeżu Kości Słoniowej, w regionie Iffou. Według danych na rok 2014 liczyło 44 342 mieszkańców.